# Cyclocross-Weltmeisterschaften 2008
Die Cyclocross-Weltmeisterschaften 2008 wurden am 26. und 27. Januar in der Nähe von Treviso ausgetragen. Schauplatz war der Lago Le Bandie etwa zehn Kilometer nördlich der Stadt, wo seinerzeit auch der GP Lago le Bandie organisiert wurde.

## Ergebnisse

### Männer
| Platz | Land        | Sportler      |
| ----- | ----------- | ------------- |
| 1     | Niederlande | Lars Boom     |
| 2     | Tschechien  | Zdeněk Štybar |
| 3     | Belgien     | Sven Nys      |

### Frauen
| Platz | Land        | Sportler           |
| ----- | ----------- | ------------------ |
| 1     | Deutschland | Hanka Kupfernagel  |
| 2     | Niederlande | Marianne Vos       |
| 3     | Frankreich  | Laurence Leboucher |

### Junioren
| Platz | Land       | Sportler        |
| ----- | ---------- | --------------- |
| 1     | Frankreich | Arnaud Jouffroy |
| 2     | Slowakei   | Peter Sagan     |
| 3     | Tschechien | Lubomír Petruš  |

### U 23
| Platz | Land       | Sportler           |
| ----- | ---------- | ------------------ |
| 1     | Belgien    | Niels Albert       |
| 2     | Frankreich | Aurélien Duval     |
| 3     | Italien    | Cristian Cominelli |